# Gli esiliati del Volga
Gli esiliati del Volga (Heimweh) è un film muto tedesco del 1927 diretto da Gennaro Righelli.